# Pjotr Valjancinavics Csaadajev
Pjotr Valjancinavics Csaadajev (belaruszul: Пётр Валянцінавіч Чаадаеў, oroszul: Пётр Валентинович Чаадаев [Pjotr Valentyinovics Csaadajev]; 1987. január 21., Moszkva, Szovjetunió) belarusz síugró, a COR Raubitcsi Minszk versenyzője.

## Pályafutása
2001. november 17-én mutatkozott be a Kontinentális Kupában, Kuusamóban, a Ruka sáncon 50. lett. 2002. január 26-án, a schonachi junior-világbajnokságon 16. lett. A 2002-2003-as Kontinentális Kupa-szezonban legjobb helyezése egy 17. hely Liberecből. 2004. február 24-én részt vett az egyéni sírepülő-világbajnokságon, Planicán és a 44. helyen végzett. Egy nappal azelőtt a belarusz csapat 10. lett a versenyben. 2005. február 10-én, az északisí-vb-n 56. lett a középsánc kvalifikációjában, azaz nem indult a versenyen. A nagysánc kvalifikációjában 108 méterrel 57. lett – azaz itt se indult. A nagysáncon, a csapatversenyben 15., azaz utolsó lett, és Csaadajevé volt a verseny egyik leggyengébb ugrása.
2005 decemberében pontot szerzett a FIS Kupán, így indulhatott a Síugró-világkupában is. A Négysáncversenyen december 31-én, Obertsdorfban 66. lett ( azaz nem indult ); január 1-jén Garmisch-Partenkirchenben 46., január 6-án Bischofshofenben 46; az Északi Turnén, Lahtiban ( március 6. ) 46., majd egy hét múlva Oslóban 45.
Csaadajev Bad Mitterndorfban, a Kulmon, 2006. január 12-én ugrotta életében a legnagyobbat, 197 és fél métert; egyébként ez a hivatalos belarusz rekord.
A 2006. évi téli olimpiai játékokon Csaadajev indult; de a nagysánc kvalifikációján csak 56., a középsáncon pedig diszkvalifikálták (még a kvalifikációban). Csapatot ezúttal nem indított a belaruszok.
2006 nyarán a Grand Prix-n Csaadajev is indult. Összesen 4 versenyre tudta kvalifikálni magát. Csak Zakopaneben szerzett pontot, 28. lett. Ezzel a 3 ponttal a 76. helyen végzett a Grand Prix-összetettben.
A új idényben, november 24-én Kuusamóban 51. lett. A Kontinentális Kupában jelenleg 55., 17 ponttal.
Trénere Pavel Mucsan. Rossignol sílécekkel versenyez.